# Lithocarpus reinwardtii
Lithocarpus reinwardtii là một loài thực vật có hoa trong họ Cử. Loài này được (Korth.) A.Camus mô tả khoa học đầu tiên năm 1931.